# Anne Sajoux
Anne Sajoux est une gardienne internationale de rink hockey.

## Biographie
En 1991, elle participe à la première édition du championnat d'Europe. Au cours de cette compétition, elle évolue en tant que gardienne de but.
Des joueuses sélectionnées avec elle, Sandrine Vitrac, Zakia Hammoumi, Delphine Lamothe, Lisette Esteves, Gaëlle Cheysson, Sophie Seguineau, Laurence Grenier, Véronique Jean, Lætitia Philippon, aucune ne sera de nouveau sélectionnée.

## Palmarès
- 8e championnat d'Europe (1991)